# Lamberto Leonardi
Pour les articles homonymes, voir Leonardi (homonymie).
Lamberto Leonardi (né le 8 janvier 1939 à Rome et mort le 22 février 2021 à Latina) est un joueur devenu entraîneur de football italien, qui jouait au poste de milieu de terrain.